# Chelsea Brummet
Chelsea Jean Brummet (Elgin, 28 januari 1987) is een Amerikaans actrice en zangeres, bekend van haar werk in de televisieserie All That van Nickelodeon.

## Carrière
Naast haar werk voor All That, had Brummett een gastrol in de serie Gilmore Girls, als de 16-jarige Lorelai Gilmore. Ook had ze gastrollen in What I Like About You, Drake & Josh en The War at Home.
Ze heeft naast haar acteerwerk ook veel geschreven, met bekende schrijvers, zoals Holly Lindin. Ze is zelf zangeres en schrijft haar eigen nummers. Brummet heeft in september 2007 haar eerste videoclip gemaakt, "Nothing Day".

## Filmografie
- Lure (2008)
- The War at Home (2006)
- All That (33 afleveringen, 2000-2005)
- Drake & Josh (2004)
- Gilmore Girls (2003)
- What I Like About You (2002)